# Kommuner i Sverige
Sverige er inddelt i 290 kommuner, fordelt på landets 21 län. I Sverige er der en ensartet kommunetype, uden rangordning eller særlige privilegier. Sammenlignet med kommuner internationalt er de svenske store af areal og omfatter almindeligvis både by- og landområder. Hovedbyen i en kommune kaldes centralort på svensk.
Den svenske kommunallov fra 1992 beskriver hvilke opgaver, kommunerne varetager. En kommune dannes ved beslutning af regeringen, og i denne beslutning fastslås også kommunens navn, mens kommunens våben derimod siden 1970'erne har været besluttet af kommunen selv.
Hver kommune har en folkevalgt forsamling kaldet kommunfullmäktige (kommunalfuldmægtige, svarende til kommunalbestyrelserne i Danmark), der træffer beslutninger om kommunale spørgsmål. Desuden vælger medlemmerne af kommunalfuldmægtige en kommunstyrelse, der leder kommunens arbejde. De kommunale opgaverne er for størstedelens vedkommende bestemt af kommunalloven og finansieres af kommuneskat, afgifter og statsbidrag. Kommunale beslutninger kan ankes gennem laglighetsprövning (lovlighedsretssag) eller förvaltningsbesvär (forvaltningsklage).
Visse kommuner, særligt større, kan have kommundelsnämnd (kommunedelsnævn), områdesnämnd (områdenævn) eller stadsdelsnämnd (bydelsnævn). Alle kommuner skal endvidere være inddelt i församlinger (sogne), der spiller en vis rolle ved folketælling og valg. Der er i alt 2.512 församlinger i Sverige.

## Sveriges kommuner fordelt på län
Ifølge Nationalencyklopedins (1993) artikel Kommunalval har Sverige 13.526 kommunalbestyrelsespladser.